# توکونوشیما
توکونوشیما (به ژاپنی: Tokunoshima) یکی از جزایر ساتسونان است که با جزایر آمامی طبقه‌بندی می‌شود و بین کیوشو و استان اوکیناوا قرار دارد.